# Monastère de Rsovci
Le monastère de Rsovci (en serbe cyrillique : Манастир Рсовци ; en serbe latin : Manastir Rsovci) est un monastère orthodoxe serbe situé à Rsovci, dans le district de Pirot et dans la municipalité de Dimitrovgrad en Serbie.

## Présentation
Le monastère, dédié au prophète saint Élie, se trouve dans la partie serbe du massif de la Stara Planina (Grand Balkan).
Nous[Qui ?] n'avons presque aucune donnée sur le monastère. L'église a été construite dans la seconde moitié du XIXe siècle puis rénovée et agrandie en 1936 et 1945. Avec la bénédiction de l'évêque de l'éparchie de Niš Irénée (en serbe, Иринеј ou Irinej), devenu depuis patriarche de l'Église orthodoxe serbe, elle a été détruite en 2009 pour permettre la construction d'un nouvel édifice.